# Mecsekpölöske
Mecsekpölöske es un pueblo ubicado en el distrito de Komló, en el condado de Baranya, Hungría.

## Superficie
Posee una superficie de 7,310 kilómetros cuadrados.

## Demografía
Hasta 2019 la población era de 372 habitantes, con una densidad de población de 50,89 habitantes por kilómetro cuadrado.